# Saropogon luteus
Saropogon luteus là một loài ruồi trong họ Asilidae. Saropogon luteus được Coquillett miêu tả năm 1904.